# Calopteryx haemorrhoidalis
Calopteryx haemorrhoidalis е вид водно конче от семейство Calopterygidae. Видът не е застрашен от изчезване.

## Разпространение
Разпространен е в Алжир, Испания, Италия, Мароко, Монако, Португалия, Тунис и Франция.